# تلسکوپ سوبارو

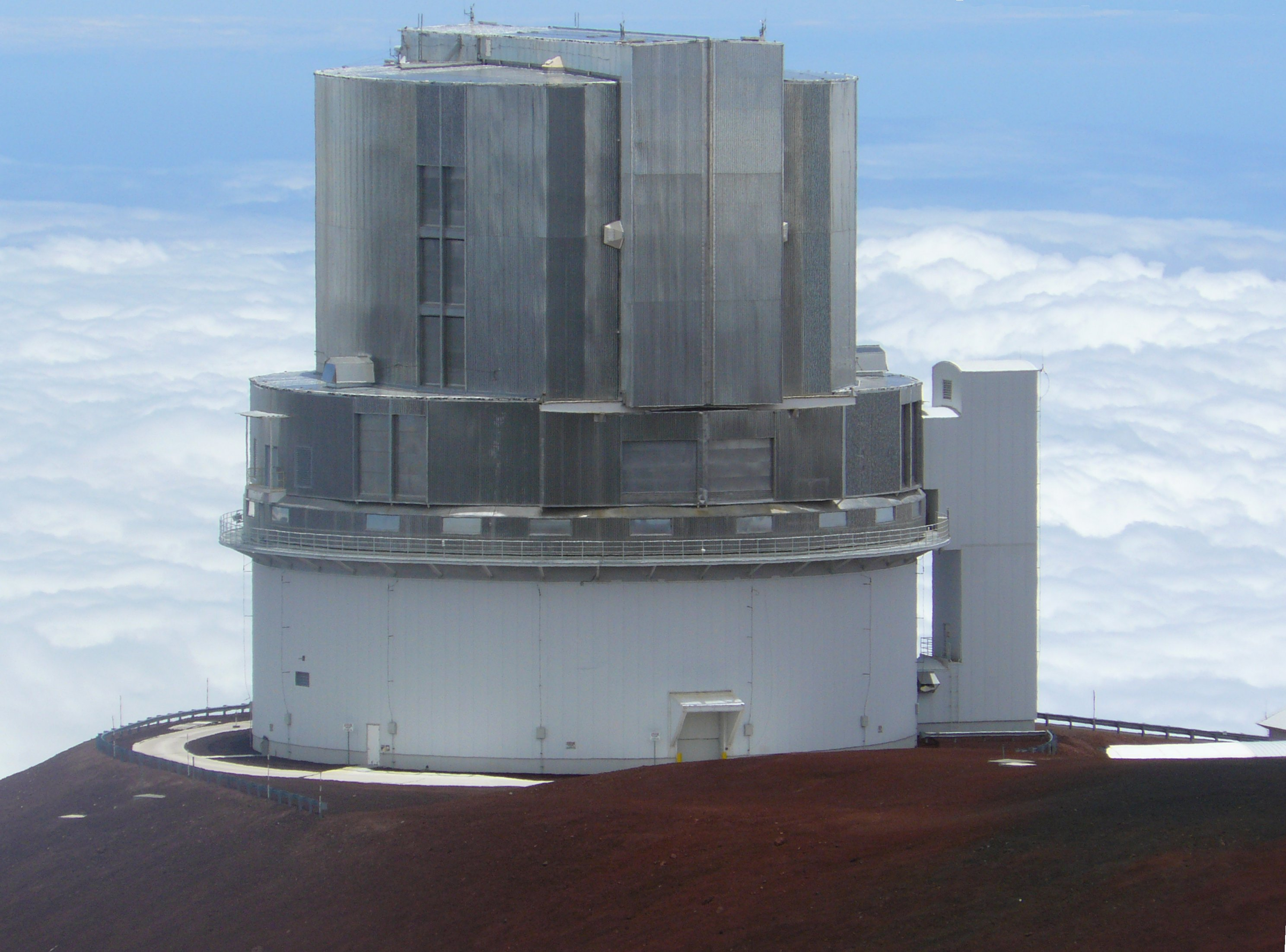
سوبارو بر فراز ابر ها

تلسکوپ سوبارو (به انگلیسی: Subaru Telescope) نام یکی از بزرگ‌ترین و قوی‌ترین تلسکوپ‌های نوری واقع در رصدخانه مونوکی است که در هاوایی قرار گرفته‌است.
این تلسکوپ متشکل از یک آیینه مقعر است که قطر آن ۸ متر و 20 سانتیمتر است.
تعداد زیادی دانشگاه ژاپنی در استفاده از این تلسکوپ که در سال ۱۹۹۹ تأسیس شد شریک هستند. سنسورهای تصویر CCD ساخته شده توسط شرکت هاماماتسو در تلسکوپ سوبارو و رصد خانه ملی ستاره‌شناسی ژاپن بکار گرفته شده‌اند.